# 圣比亚塞
圣比亚塞（義大利語：San Biase），是意大利坎波巴索省的一个市镇。总面积11平方公里，人口214人，人口密度19.5人/平方公里（2009年）。ISTAT代码为070063。